# Horneburg (Datteln)
Horneburg ist ein Stadtteil im Südwesten der Stadt Datteln mit einer über 600 Jahre alten Geschichte rund um das Schloss Horneburg.

## Geographie

### Umgebende Ortschaften
Auf Dattelner Stadtgebiet grenzt Horneburg im Osten an den Ortsteil Meckinghoven, im Norden an die Bauerschaft Hagem. Zu den Nachbarstädten grenzt die Ortschaft im Süden an Castrop-Rauxels Stadtteil Henrichenburg (Bauerschaft/Siedlung Becklem), im Südwesten an Recklinghausen-Suderwich und im Westen an den Oer-Erkenschwicker Ortsteil Rapen.

### Topografie und Bodenbeschaffenheit
Horneburg liegt auf den Ausläufern des Vestischen Höhenrückens östlich von Recklinghausen auf einem Mergelboden, im Bereich des Ortes stellenweise durch Staunässe beeinträchtigte Lehmböden. Das Gebiet rund um Horneburg ist durch diese Böden besonders fruchtbar.
Mehrere Bäche entspringen südlich von Horneburg an der Wasserscheide von Lippe und Emscher und fließen dem Dattelner Mühlenbach zu. Ein namenloser Bach speiste auch lange Zeit die Horneburger Gräfte, deren Außengräben südlich der Alten Freiheit bereits 1859 verfüllt wurden.

### Grenzverlauf
Die letzten beiden Wohnhäuser am westlichen Ende der Horneburger Straße liegen geografisch auf Oer-Erkenschwicker Stadtgebiet. Die gesamte Ortschaft wird aber als Ortsteil von Datteln beschildert.
Das Dorfgebiet wird in Datteln auch nicht durch die Bezirksgrenze eingegrenzt. Die beiden Teile des Dattelner Südfriedhofs sowie das Neubaugebiet An der Kapelle liegen statistisch in Meckinghoven.

## Geschichte
Ausgangspunkte für eine Besiedlung der Region Horneburg lassen sich, obwohl dort hervorragende Bedingungen für Landwirtschaft herrschten, nur bis in das 13. Jahrhundert nachvollziehen. Eintragungen in der Vogteirolle des Stiftes Werden verweisen darauf, dass wohl Kernzelle der Dorfentwicklung das Schloss Horneburg war.
Um die Schlossanlage herum gab es eine kleine Ortschaft, die aus drei kurzen Straßenzügen bestand, die heute noch erkennbar sind. Das Schloss bestand aus einem Hauptgebäude und einer Vorburg. Von dem gesamten Schloss steht heute nur noch der alte Ostflügel der Vorburg. In dieser und einigen Neubauten ist heute ein Förderschulinternat untergebracht.

### Freiheitshäuser
Die Ortschaft Horneburg war lange Zeit eine eigenständige Gemeinde im Status einer Freiheit. Sie bestand bis Mitte des 20. Jahrhunderts nur aus wenigen Häusern, die heute auch noch in der Schloßstraße, der Horneburger Straße und der Straße Im Ort (alles heutige Namen) teilweise zu sehen sind. Diese Häuser tragen als Ensemble auch heute noch den Namen Freiheitshäuser. Die Häuser weisen Fachwerkbauweise auf und bilden eine geschlossene Einheit. Sie sind teilweise mehr als 200 Jahre alt. Das Haus Horneburger Str. 28 ist das älteste noch stehende Haus Horneburgs, evtl. sogar das noch älteste stehende Haus in ganz Datteln.

### Grundschule Horneburg
Im Jahr 1610 wurde durch die damaligen Rektoren der Dorfkirche durchgesetzt, dass in Horneburg an der (heutigen) Horneburger Straße in der Nähe des Recklinghäuser Tores eine Schule eingerichtet werden konnte. Sie wurde dort bis in das 19. Jahrhundert in mehreren Baustufen erweitert, bis sie aus Platzgründen verlegt werden musste. Sie zog in die Magdalenenstraße um, vor die Tore des Ortes. Sie hatte stets einen gut besuchten Standard, nahm aber gegen Ende des 20. Jahrhunderts stark an Kinderstärke ab.
Im Sommer 2009, genau ein Jahr vor dem 400. Geburtstag der Schule wurde diese geschlossen und die Kinder auf Klassen der Grundschule in Meckinghoven verwiesen. Dies zog Proteste der Eltern und Schüler nach sich.
Die alte Grundschule wurde im Sommer 2014 verkauft und damit neuer Eigentümer der Diözesan Caritasverband in Münster. Somit wurde sie ein Teil des Förderschulinternats, „um dort langfristig die sogenannte Diagnoseklasse des Förderschulinternates Schloss Horneburg unterzubringen“.

### Gebietsreform
Horneburg ist seit der kommunalen Neugliederung vom 1. Januar 1975 der Stadt Datteln zugeordnet. Vorher war es seit 1844 ein Teil des Amtes Waltrop. Am 1. August 1929 wurde eine kleine Fläche an die Stadt Recklinghausen abgetreten. In der Hauptsache handelt es sich um den Nordteil des Waldgebietes Becklemer Busch, dessen Südteil, von Henrichenburg aus, ebenfalls nach Recklinghausen kam und heute den äußersten Nordosten des Stadtteils Suderwich einnimmt.

### Wappen, Banner und Flagge
| Banner, Wappen und Hissflagge |  |
|                               |  |
|                               |  |

Blasonierung:„In Rot ein silberner (weißer) fünfzinniger Burgturm mit roter Schießscharte, im unteren Teil belegt mit einem roten Wappenschild, darin ein linksgerichtetes silbernes (weißes) Horn.“
Das vom preußischen Staatsministerium 1937 genehmigte Wappen zeigt den Burgturm der 1220 erstmals erwähnten Horneburg; das Horn wurde als redendes Symbol für den Ortsnamen ins Wappen aufgenommen.
Beschreibung des Banners:„Das Banner ist rot-weiß längsgestreift mit dem aufgelegten Wappen oberhalb der Mitte.“
Beschreibung der Flagge:„Die Flagge ist rot-weiß quergestreift mit dem aufgelegten Wappen im weißen Liekteil, welches ein Drittel der Flagge ausmacht.“

### Neubaugebiete und Baumaßnahmen seit dem Jahr 2000
Im März 2002 wurde von der Firma Wolters Partner ein Dorfentwicklungskonzept vorgestellt. Dabei wurde auch bemerkt, dass die durch die rund 100 Baueinheiten im Neubaugebiet Orot die Bevölkerung um etwa 300 Neubürger auf rund 1900 Einwohner ansteigen würde.

#### NeubaugebietOrot
In den Jahren 2003 bis 2008 wurde im Süden des Dorfes das Neubaugebiet Orot erschlossen, das aus den Straßen Im Orot und Auf der Heide besteht. Es ist dafür verantwortlich, dass einerseits knapp 250 Einwohner zur Horneburger Bevölkerung hinzukamen, aber auch dass der Altersdurchschnitt Horneburgs sank.

#### NeubaugebietAn der Kapelle
Im Sommer 2010, als es in Horneburg mit der L 511 schon eine Neubaumaßnahme gab, wurde ein neues Areal erschlossen, das auch heute noch nicht vollständig bebaut ist. Direkt im Norden des Friedhofs wurde das Areal bis zur Horneburger Straße durch die Straße An der Kapelle mit etwa 25 neuen Baueinheiten erschlossen. Davon waren Ende Januar 2012 zwar alle Grundstücke verkauft, aber erst etwa 75 Prozent aller Gebäude fertig oder im Bau.
Auch der Spielplatz und das Regenrückhaltebecken sind bereits fertiggestellt. Im Rahmen des Gebietes wurde auch ein Fußweg zur Bushaltestelle Feldstraße am Kreisverkehr angelegt. Des Weiteren ist das Gelände entlang der Dortmunder Straße vom Regenrückhaltebecken bis zum Kreisverkehr und weiter bis zur Grenze des Friedhofes von einer Lärmschutzmauer eingefasst worden.
Auch wenn statisch gesehen in Meckinghoven liegend, wurde das Neubaugebiet als Horneburg ausgeschildert und auch in der Horneburger Dorfgemeinschaft eine Nachbarschaft verankert.

#### Neue UmgehungsstraßeL 511n

Spatenstich zur Ortsumgehung am 22. September 2009

Die Horneburger Straße ist die Hauptverkehrsstraße des Ortes, die bis zum 21. September 2010 sogar noch in voller Länge als Hauptstraße diente. Es fuhren teilweise bis zu 12.000 Fahrzeuge durch die Ortsmitte, davon viele Lastkraftwagen (etwa zehn Prozent), da die Straße die Hauptverbindung von den Oer-Erkenschwicker Industriegebieten zur A 2 darstellte. Die Geschwindigkeit auf dem Straßenzug war auf 30 km/h begrenzt, aber durch die enorme Verkehrsmenge und die Enge der Ortslage war er eigentlich schon jahrzehntelang überlastet. Eine fast 40 Jahre andauernde Planung ging mit dem ersten Spatenstich für die neue Umgehungsstraße am 22. September 2009 in die Endphase. Die Baumaßnahme war genau ein Jahr nach Beginn beendet und damit noch vor dem geplanten Datum.
Die Umgehungsstraße führt seit diesem Tag im Norden in einem Bogen um den Ort herum. Am östlichen Ende der Umgehungsstrecke wurde ein Kreisverkehr angelegt, der auch ein größeres Stocken des Verkehrs verhindert. Die Trasse führt teilweise über Dattelner und Oer-Erkenschwicker Gebiet.
Die Bushaltestelle „Feldstraße“ in Richtung Meckinghoven wurde im Rahmen des Ausbaus auch verlegt. Lag sie früher östlich der Kreuzung, so wurde sie auf die Westseite verlegt und bekam auch einen erhöhten Bussteig. Die Haltestelle auf der Nordseite bekam auch eine erhöhte Einstiegskante.
An den Straßen Horneburger Straße, Am Bollwerk und Buschweg wurden Ampelanlagen montiert. Es kristallisierte sich aber heraus, dass die Anlage an der Horneburger Straße zu einem Rückstau bis in die Kreuzung der Verbandstraße führt, so dass man diese Anlage abgeschaltet hat.
Die Straße erhielt auf einer Versammlung der Horneburger Dorfgemeinschaft in einer Abstimmung den Namen Landwehrring, der dann auch vom Dattelner Stadtrat offiziell bestätigt wurde.
Nach der Fertigstellung und Eröffnung der Umgehungsstraße wurde die Horneburger Straße außerhalb der Ortslage in der Breite zurückgebaut, innerhalb der Ortslage wurden die Gehwege im Bereich von Engstellen auf das Mindestmaß verbreitet, und die Horneburger Straße bekam eine neue Fahrbahndecke.

#### UmbauHorneburger Straße

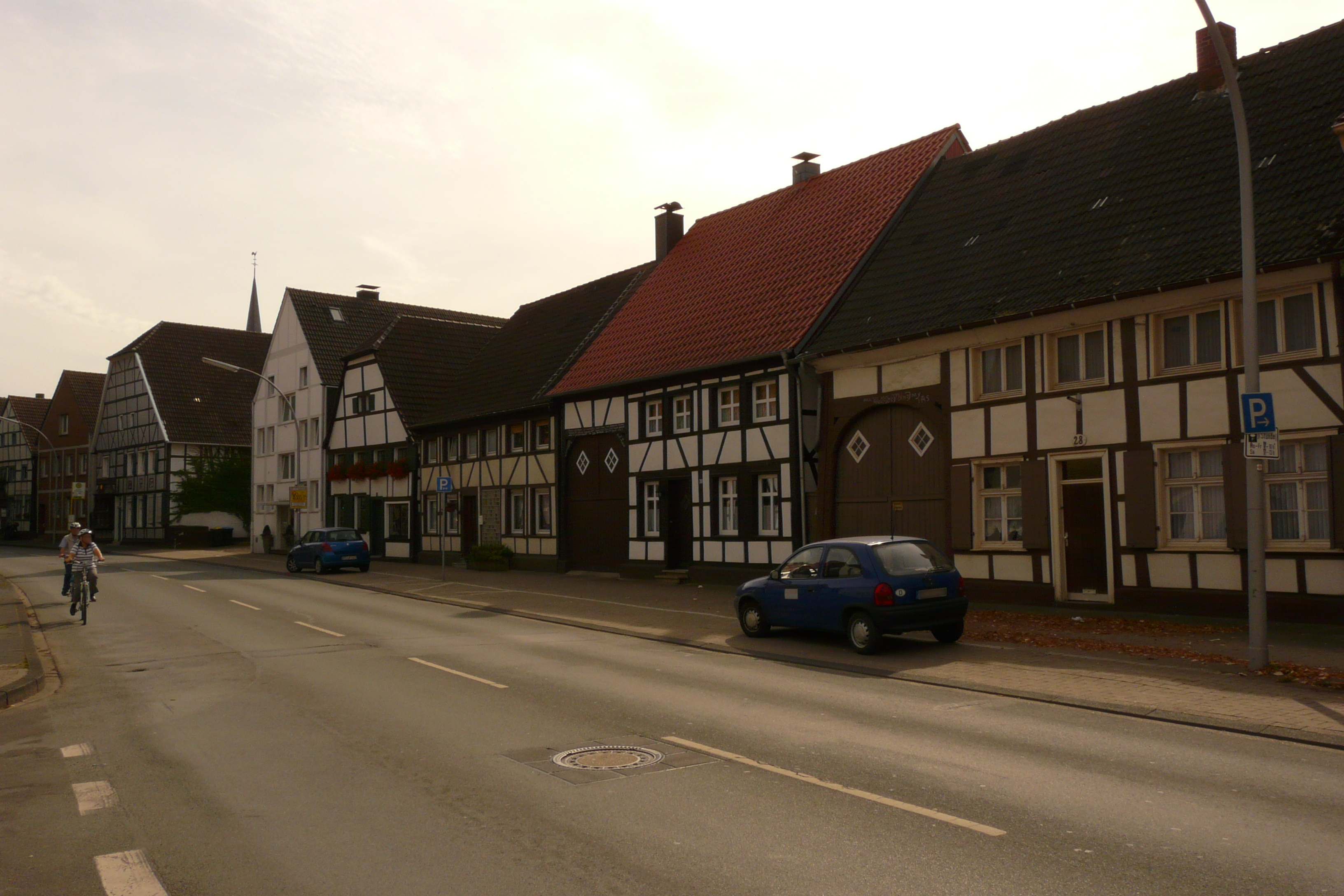
Die Horneburger Straße kurz nach Fertigstellung der Ortsumgehung

Nachdem die Umgehungsstraße fertiggestellt wurde, wurden die Einfallstraße Horneburger Straße im Nordwesten und Dortmunder Straße im Südosten entsprechend zurückgebaut. Die Fahrbahnbreite wurde auf 6,5 m zurückgenommen. So wurde auch Platz geschaffen für den Fußweg auf der südlichen Seite der Dortmunder Straße.
Der gesamte Ortsteil wurde in eine Tempo-30-Zone umgewandelt. Die Rechts-vor-Links-Regel gilt jetzt auch auf der Horneburger Straße durchgehend. Im Rahmen dieses Rückbaus wurden auch an den engsten Stellen des Ortsbildes die Gehwege entlang der Horneburger Straße ausgedehnt und Abstellplätze auf der Straße markiert.
An den Kreuzungen mit der Wilhelmstraße und der Schloßstraße wurden auch Fußgängerüberwege (Zebrastreifen) angelegt. Die Fußgängerampel an der Kreuzung Schloßstraße fiel damit weg.

#### Neuer Trainingsplatz
Durch die Umgehungsstraße wurde der städtische Sportplatz des SV Horneburg 1948 e. V. besser angebunden. Durch die Konjunkturpakete der Jahre 2009/2010 wurde es auch möglich, einen neuen Trainingsplatz in Standardgröße zu errichten. Dieser wurde im Sommer 2010 offiziell eingeweiht.

### Bevölkerungsentwicklung
Die folgende Werte stammen von Daten aus dem deutschen Wiki von genealogy.net zum Thema des Amtes Datteln.
| Jahr | Einwohner | Quelle                   |
| ---- | --------- | ------------------------ |
| 1895 | 388       | [ 19 ]                   |
| 1931 | 780       | [ 20 ]                   |
| 1961 | 984       | [ 11 ]                   |
| 1970 | 1378      | [ 11 ]                   |
| 1974 | 1684      | [ 21 ]                   |
| 2001 | 1575      | [ 14 ]                   |
| 2009 | 1631      |                          |
| 2012 | 1594      | Stand: 31. Dezember 2012 |
| 2014 | 1596      | Stand: 31. August 2014   |
| 2022 | 1595      | Stand: 31. Dezember 2022 |

In den zehn Jahren bis zur Publikation des Dorfentwicklungskonzeptes ist die Zahl der Bewohner Horneburgs um 8,5 Prozent gesunken. Im Kreis Recklinghausen nahm die Bevölkerung im gleichen Zeitraum um etwa ein Prozent zu.
Von den 780 Einwohnern im Jahr 1931 waren 745 katholisch und 35 evangelisch.

## Kultur und Sehenswürdigkeiten

### Historischer Pfad Horneburg

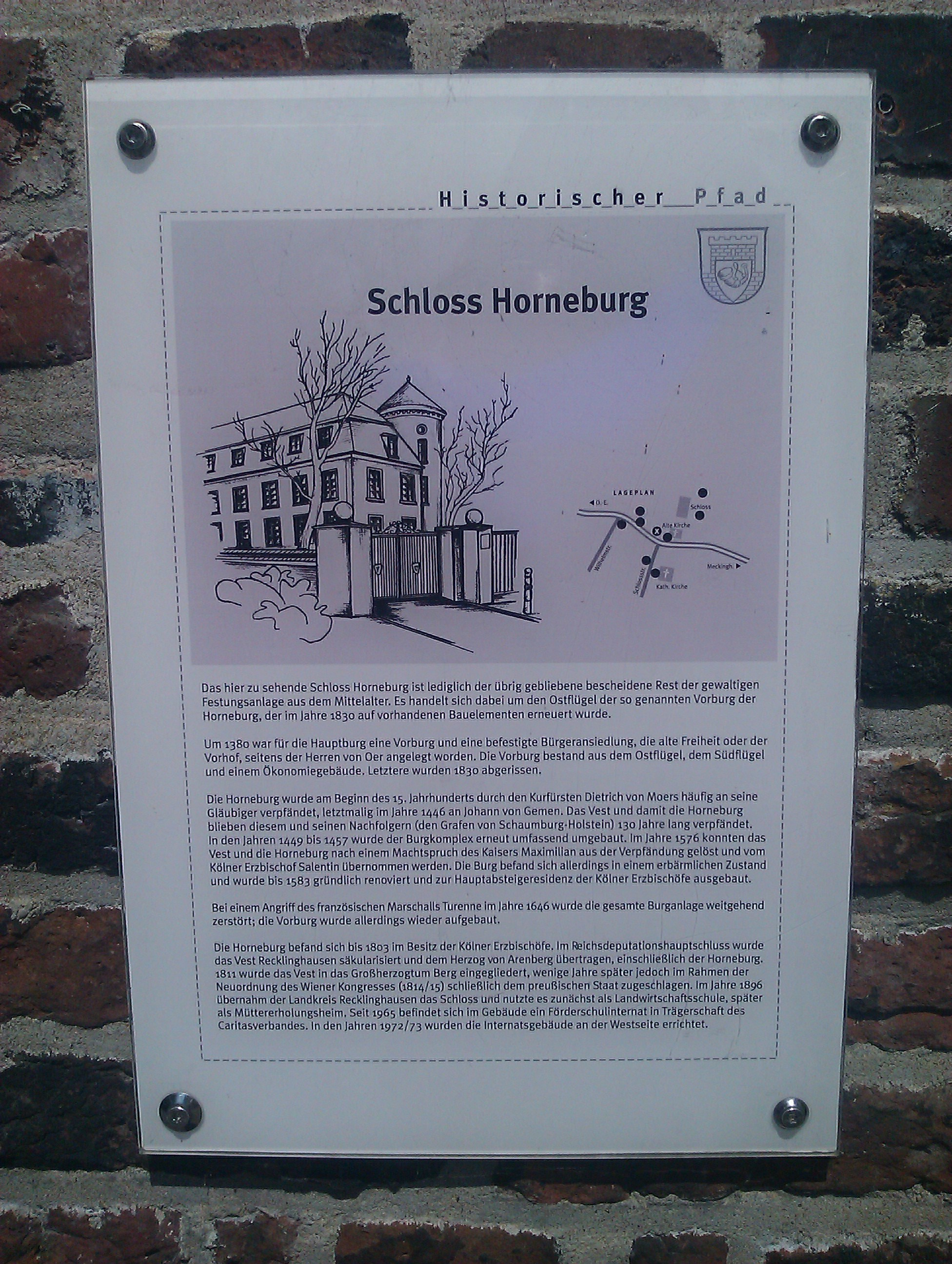
Eine der Tafeln des Historischen Pfads Horneburg

Vom Heimatausschuss des Bürgerschützenvereins Horneburg 1384 e. V. wurde ein Rundgang durch das historische Stadtbild eingerichtet, der mit neun Informationstafeln rund um das Schloss und durch den Horneburger Busch sowie durch das alte Stadtensemble führt.
Es wurde auch ein Flyer herausgegeben, der diesen Weg weiter verdeutlichen soll. Im Jahr 2010 wurde der Flyer auch Grundlage für eine Website, die den Weg entsprechend vorstellt. Dort sind alle Tafeln als Foto auch zu finden.

### Vereinsleben
In der Dorfgemeinschaft sind über 50 Vereine und Nachbarschaften vertreten. Hier werden stellvertretend die größten fünf Vereine genannt.
| Vereinsname                                    | Gründungsjahr | Mitgliederzahl                        |
| ---------------------------------------------- | ------------- | ------------------------------------- |
| SG Horneburg 2020 e. V.                        | 2020          | ca. 200 Mitglieder                    |
| Bürgerschützenverein Horneburg 1384 e. V.      | 1384          | ca. 300 Mitglieder                    |
| Kolpingfamilie Horneburg                       | 1946          | ca. 130 Mitglieder                    |
| Löschzug Horneburg e. V. der Feuerwehr Datteln | 1909          | ca. 75 Mitglieder (lt. pers. Kontakt) |
| Horneburger Blasorchester von 1922 e. V.       | 1922          | ca. >30 Mitglieder                    |

Neben den fünf großen Vereinen gibt es viele kleinere Vereine und Gruppen. Dazu zählen u. a. Sportvereine, Fördervereine, ein Sparclub und andere Vereine.
Die Vereine Horneburgs sind zumeist zentraler Ausrichter der lokalen Veranstaltungen und bilden somit die Kultur des Dorfes ab.
Die Dorfgemeinschaft Horneburg ist das Sprachorgan der Vereine in der Öffentlichkeit. Termine, die nicht nur von einem Verein geplant werden oder Dinge, die ganz Horneburg betreffen, werden zentral von der Dorfgemeinschaft Horneburg organisiert.

### Regelmäßige Veranstaltungen
Jedes Jahr wird an jeden Haushalt ein gedruckter Kalender verteilt, in dem die wichtigsten Termine des Dorflebens für das kommende Jahr dargestellt werden.
Seit 2010 sind die Termine nicht nur in dem Faltblatt zu finden, sondern auch auf einer eigenen Website.
| Veranstaltung                                   | Veranstalter                             | Wann?                             |
| ----------------------------------------------- | ---------------------------------------- | --------------------------------- |
| Weihnachtskonzert                               | Horneburger Blasorchester von 1922 e. V. | jährlich, 3. Advent               |
| Osterfeuer                                      | SG Horneburg 2020 e. V.                  | jährlich, Osterzeit               |
| Aufstellen des Maibaums                         | Dorfgemeinschaft                         | jährlich, Ende April / Anfang Mai |
| Jugendfreizeit in Brilon-Madfeld                | Kolpingfamilie Horneburg                 | jährlich, Sommerferien NRW        |
| Kranzniederlegung am Volkstrauertag             | Dorfgemeinschaft                         | jährlich, Volkstrauertag          |
| Nikolausumzug (inkl. Verkauf von Nikolaustüten) | Dorfgemeinschaft                         | jährlich, um Nikolaus             |
| Oktoberfest / Bierkarussell                     | Löschzug Horneburg                       | alle zwei Jahre, Ende September   |
| Schützenfest Horneburg                          | BSV Horneburg 1384 e. V.                 | alle drei Jahre, Sommer           |
| Horneburger Schlossweihnacht                    | IG Schlossweihnacht                      | alle drei Jahre, Weihnachtszeit   |

```
       Weitere Veranstaltungen der Vereine können deren Website entnommen werden.
```

## Verkehr
Horneburg wird von den VRR-Buslinien 231 und 281 der Vestischen Straßenbahnen bedient.
| Linie | Verlauf | Takt (Mo–Fr) |
| ----- | --- | ------------ |
| 231   | Recklinghausen Hbf – Nordviertel – Ostviertel Lange Wanne – Alt Oer – Oer-Mitte – Maritimo – Klein-Erkenschwick – Oer-Erkenschwick Berliner Platz – Gewerbegebiet Rapen – Horneburg – Meckinghoven – Datteln Bf – Waltrop Hebewerk – Oberwiese – Waltrop Rathaus – Am Moselbach | 30 min       |
| 281   | Datteln Elisabethstr. – Datteln Hafen →/← Ostring – Datteln Bus Bf – Hagem – Dümmersiedlung – Meckinghoven – Horneburg | 60 min       |